# The Agony Scene

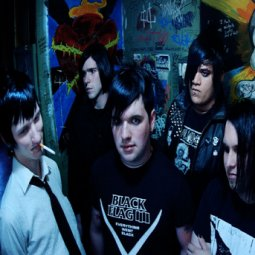
The Agony Scene

The Agony Scene is een black- en metalcoreband uit Tulsa Oklahoma. Ze zijn opgericht in 2000 en vrijwel meteen weer uit elkaar gegaan, in 2003 zijn ze weer opnieuw bij elkaar gekomen met een iets andere opstelling dan in hun eerste dagen.
Sommige mensen denken dat The Agony Scene een christelijke band is, maar The Agony Scene heeft zelf bevestigd dat dit niet waar is.

## Artiesten
- Michael Williams - Zang
- Chris Emmons - Gitaar
- Brian Hodges - Gitaar
- Matt Horwitz - Drums (ex-Adamantium, Love Thyne)
- Chris Rye - Basgitaar

## Vroegere leden
- Johnny Lloyd - Gitaar
- Matthew Shannon - Basgitaar
- Brent Masters - Drums
- Steven Kay - Gitaar
- Stewart - Basgitaar

## Discografie
- 2003 - The Agony Scene (Solid State Records)
- 2005 - The Darkest Red (Roadrunner Records)
- 2007 - Get Damned (Century Media Records)
- 2018 - Tormentor (Outerloop Records)

## Bron
1. ↑  The Agony Scene - HM - Internet Exclusives